# Tre profili
Tre profili è un dipinto di Remo Brindisi. Eseguito verso il 1975, appartiene alle collezioni d'arte della Fondazione Cariplo.

## Descrizione
I tre volti vengono rappresentati con tratti espressionistici, in chiave dinamica e con un impatto cromatico decisamente pop. Si tratta di un tema che Brindisi affrontò con costanza durante la sua lunga carriera artistica.